# Peter Løvenkrands
Peter Løvenkrands (født 29. januar 1980) er en tidligere professionel fodboldangriber fra Danmark.

## Klubkarriere
Peter Løvenkrands professionelle karriere begyndte i Akademisk Boldklub, hvor han straks gjorde sig bemærket for sin hurtighed. Han blev solgt til Glasgow Rangers i sommeren 2000 for £1,5 mio.. Han blev skotsk mester i 2003 og 2005, skotsk pokalmester i 2002 samt skotsk ligacupmester i 2002 og 2003. Han skiftede i sommeren 2006 til FC Schalke 04 på en fri transfer, hvorefter han efter efterårssæsonen 2008 endnu engang skiftede klub på en fri transfer. Denne gang til den nordengelske klub, Newcastle United. Han fik debut i kampen mod Manchester City som de dog tabte 2-1. Han scorede sit første mål mod West Bromwich den 8. februar 2009, det andet mod Manchester United den 4. marts 2009, som var det første mål der blev scoret på Edwin van der Sar siden den 8. november 2008.

## Landsholdskarriere
Han har spillet 22 A-landskampe og scoret 1 mål (pr. 26. november 2011) på Danmarks fodboldlandshold. Han debuterede i 2002 mod Saudi Arabien. 13 U/21-landskampe (7 mål) og 8 U/19-landskampe (5 mål).

### Mål
| # | Dato              | Sted           | Modstander | Mål | Resultat | Turnering    |
| - | ----------------- | -------------- | ---------- | --- | -------- | ------------ |
| 1 | 15. november 2006 | Prag, Tjekkiet | Tjekkiet   | 1–0 | 1–1      | Venskabskamp |

## Peter Løvenkrands titler
- Dansk pokalvinder med Akademisk Boldklub i 1999.
- Skotsk mester med Glasgow Rangers FC i 2003 og 2005.
- Skotsk pokalvinder med Glasgow Rangers FC i 2002.